# NGC 82
NGC 82 is een ster in het sterrenbeeld Andromeda.
NGC 82 werd op 23 oktober 1884 ontdekt door de Franse astronoom Guillaume Bigourdan.